# Ószelec
Ószelec (1899-ig Hozelecz, szlovákul: Hozelec, németül: Hohesalz) község Szlovákiában, az Eperjesi kerületben, a Poprádi járásban.

## Fekvése
Poprádtól 4 km-re délkeletre, a Hernád és a Poprád között található.

## Története
A falu a 13. században már létezett, az úgynevezett lándzsásfalvak közé tartozott. 1280-ban említik először, 1429-ben „Hozulcz”, 1505-ben „Wezelcz” néven szerepel. A Horváth, Okolicsányi és 1848-ig a Máriássy család birtoka. 1693-ban 100 lakosa volt. 1787-ben 28 házában 227 lakos élt.
A 18. század végén Vályi András így ír róla: „HOZOLECZ. Tót falu Szepes Várm. földes Ura Okolicsányi Uraság, lakosai katolikusok, fekszik Poprádhoz fél mértföldnyire, Gánócznak filiája, ’s az Uraságoknak kastéllyaival, ’s gazdasági épűlettyeikkel jelesítetik, határjának 1/4 része sovány; de más javai jelesek.”
1828-ban 31 háza és 221 lakosa volt. Lakói mezőgazdasággal és fuvarozással foglalkoztak.
Fényes Elek 1851-ben kiadott geográfiai szótárában így ír a faluról: „Hozelecz, tót falu, Szepes vmegyében, Ganoczhoz közel: 51 kath., 170 evang. lak., kik gyolcsot készitenek. Vizimalom. Kastély. F. u. Szirmay, Marjássy s m. Ut. p. Horka.”
A trianoni diktátumig Szepes vármegye Szepesszombati járásához tartozott.

## Népessége
| Év:            | 1994. | 2004.    | 2014.   | 2024.   |
| -------------- | ----- | -------- | ------- | ------- |
| Emberek száma: | 684   | 831      | 795     | 777     |
| Eltérés:       |       | +21,49 % | -4,33 % | -2,26 % |

| Év:            | 2023. | 2024.   |
| -------------- | ----- | ------- |
| Emberek száma: | 787   | 777     |
| Eltérés:       |       | -1,27 % |

1910-ben 202, többségben szlovák anyanyelvű lakosa volt, jelentős lengyel kisebbséggel.
2001-ben 791 lakosából 784 szlovák volt.
2011-ben 867 lakosából 806 szlovák volt.
2021-ben 766 lakosából (+2) ruszin, 1 magyar, 732 szlovák, 6 (+5) egyéb és 27 ismeretlen nemzetiségű volt.

## Neves személyek
- Itt született 1990-ben Jana Labajová színésznő.

## Nevezetességei
- A 19. század elején épített klasszicista kúriája, melyet a 20. században újjáépítettek.